# Шише (Јон)
Шише (фр. Chichée) насеље је и општина у источном делу централне Француске у региону Бургоња, у департману Јон која припада префектури Осер.
По подацима из 2011. године у општини је живело 349 становника, а густина насељености је износила 18,58 становника/km². Општина се простире на површини од 18,78 km². Налази се на средњој надморској висини од 150 метара (максималној 289 m, а минималној 133 m).

## Демографија
| 1962. | 1968. | 1975. | 1982. | 1990. | 1999. | 2011. |
| ----- | ----- | ----- | ----- | ----- | ----- | ----- |
| 265   | 291   | 307   | 302   | 301   | 333   | 349   |

График промене броја становника у току последњих година